# Centro de Treinamento Uniclinic
Maillots
Dernière mise à jour : 2 février 2012.
Le Centro de Treinamento Uniclinic est un club brésilien de football basé à Fortaleza dans l'État du Ceará.
Le club joue ses matchs à domicile au Stade Antônio Cruz.